# Curi

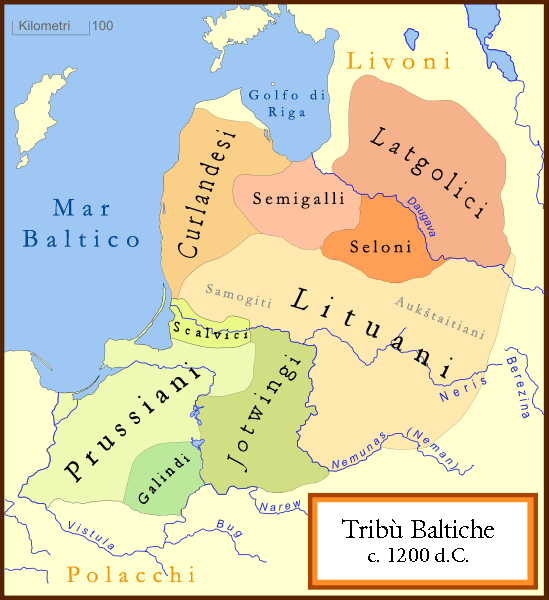
I Curi (Curlandesi) nel contesto delle altre tribù baltiche, attorno al 1200 d.C. I Baltici Orientali sono mostrati in marrone, quelli Occidentali in verde. I confini sono approssimati.

I Curi (Kursi; tedesco: Kuren; lettone: kurši; lituano: kuršiai; estone: kuralased) o talvolta curoniani furono un popolo baltico, oggi estinto, che visse negli odierni territori costieri di Lettonia e Lituania. Diedero il loro nome alla regione (Kurzeme, in italiano: Curlandia). Vissero in quei territori tra il V ed il XVI secolo.

## Storia
I Curi avevano una grande tradizione guerriera, erano eccellenti navigatori e temuti pirati. Furono coinvolti in diverse guerre ed altrettante alleanze di volta in volta con gli Sveoni e i Danesi. Il loro centro principale era Grobin, durante la cosiddetta Era Vendel. Nel capitolo 46 della Saga di Egil viene descritta una spedizione vichinga guidata da Thorolf ed Egill Skallagrímsson in Curlandia. I Curi presero parte all'attacco contro la potente città svedese di Sigtuna nel 1187 e, successivamente, si stabilirono sulla costa orientale della Svezia e nelle isole di Gotland e Bornholm.
I Curi erano un popolo particolarmente religioso e fortemente pagano, legato al loro animale sacro: il cavallo. Tuttavia, i Curi furono il primo popolo baltico ad accettare il Cristianesimo, sebbene la tradizione pagana continuasse ad avere proseliti perfino nel XIX secolo. Alcuni dei più importanti testi sui Curi sono la Cronaca di Enrico di Livonia, la Livländische Reimchronik, la Saga di Egil e le Gesta Danorum di Saxo Grammaticus.
I Curi furono sottomessi dall'Ordine livoniano nel 1266 e si mescolarono alle altre tribù. I discendenti dei Curlandi includono oggi i Kursenieki della Penisola di Neringa ed i cosiddetti Re Curi, ancora oggi residenti nella Curlandia storica.

## Divisioni Amministrative
Il territorio abitato dai Curi fu diviso in diversi distretti amminastrativi (da sud a nord):
1. Pilsāts - la più piccola porzione, 200 km² circa, oggi divisa tra la parte occidentale del moderno Distretto di Klaipėda e quella nord-occidentale del Distretto di Šilutė di Lituania;
2. Mēguva - (chiamata anche Negouwe in alcune cronache) 500 km², nella moderne periferie di Palanga, Kretinga e Šventoji;
3. Ceklis - (Cecklis) la parte più grande (1500 km²) ad ovest del fiume Venta in Samogizia, fino al confine lituano-lettone;
4. Duvzare - (Dovsare) estremo nord nella Curlandia dell'odierna Lettonia;
5. Bandava - (Bandowe) a nord di Duvzare, in Curlandia;
6. Piemare - (Bihavelanc) in Curlandia;
7. Ventava - (Wynda) ad del fiume Venta in Curlandia;
8. Vanema - (Waneman) in Curlandia.